# Arbeitsgemeinschaft für Datenverarbeitung
Die Arbeitsgemeinschaft für Datenverarbeitung (ADV) ist eine seit 1959 bestehende österreichische Kommunikationsplattform zwischen Interessenten und Fachleuten der Informationsverarbeitung in Wien.

## Zweck und Mitglieder
Vereinszweck ist es, Mitgliedern und Interessenten Informationen zum optimalen Einsatz von Informations- und Kommunikationstechnologien zu vermitteln.
Die Mitglieder der ADV sind sowohl Anbieter (u. a. Spezialisten und Top-Manager aus der Informatik-Branche), als auch Anwender von IT-Dienstleistungen. Durch diese Vielfalt ist ein möglichst reger Informationsaustausch geboten.
Die Zielgruppe der Arbeitsgemeinschaft für Datenverarbeitung sind Anwender von EDV-Systemen, Anbieter von Informations- und Kommunikationstechnik, Führungskräfte, EDV-Spezialisten, Betriebsorganisatoren, Berater, Wissenschaftler und Studierende. Zurzeit zählen rund 300 österreichische Firmen und öffentliche Institutionen und mehr als 400 Fachleute aus Wirtschaft, Verwaltung und Wissenschaft zu den Mitgliedern.

## Aktivitäten
Es findet eine Vielzahl an unterschiedlichen Veranstaltungen statt. Kongresse, Tagungen, Seminare, Vorträge und Konferenzen werden zu aktuellen IT- und IKT-Themen veranstaltet. Für spezielle Sachthemen gibt es verschiedene ADV-Arbeitskreise.

## Organisationsform
Die ADV ist ein unabhängiger und gemeinnütziger Verein. Deshalb dürfen alle Aktivitäten nur zum Selbstkostenpreis angeboten werden.
Der Vorstand der ADV übt seine Tätigkeit ehrenamtlich aus. Der Sitz der ADV ist in Wien, die österreichweite Präsenz ist durch Landesgruppen in den Bundesländern gesichert.